# Centre d'études et d'expertise sur les risques, l'environnement, la mobilité et l'aménagement
Ne doit pas être confondu avec  CEREMADE.
Le Centre d'études et d'expertise sur les risques, l'environnement, la mobilité et l'aménagement (Cerema) est un établissement public à caractère administratif (EPA) placé sous la tutelle conjointe du ministre de la Transition écologique, de la Biodiversité, de la Forêt, de la Mer et de la Pêche et du ministre de l'Aménagement du territoire et de la Décentralisation. Le Cerema développe des relations étroites avec les collectivités territoriales qui sont présentes dans ses instances de gouvernance. Il a été créé le 1er janvier 2014. Son siège est situé à Bron, sur le site de l'ancien CETE de Lyon.

## Genèse et histoire
Le Cerema était en genèse depuis début 2012 via la mission de préfiguration menée par Bernard Larrouturou, qui en a assuré la direction générale jusqu'au début décembre 2017, date à laquelle il a été contraint de démissionner. Pascal Berteaud a été nommé à sa suite, début mai 2018.
Le Cerema regroupe onze composantes du réseau scientifique et technique de l’État français :
- les huit CETE ;
- le Setra ;
- le Certu ;
- le Cetmef.

L'objectif de ce regroupement était de mieux coordonner les actions des onze services dans un contexte d'élargissement des missions à la suite du Grenelle de l'environnement.
À sa création le 1er janvier 2014 ses effectifs étaient de 3 143 agents. L'objectif visé pour fin 2020 était de 2 600 équivalents temps plein (ETP), et le plan Cerem'Avenir pour fin 2022 prévoyait 2 400 ETP.[réf. nécessaire]
En 2022, le loi dite loi 3DS prévoit que le Cerema change de statut et devienne le premier établissement public à pilotage partagé, entre l’État et les collectivités territoriales, pour renforcer la place des collectivités territoriales dans la gouvernance du Cerema. De ce fait, le Conseil d’administration comprend vingt représentants des collectivités territoriales et de leurs groupements adhérents, soit 40 voix sur les 100 représentées. Les services de l’État disposent de 35 voix ; 25 voix sont laissées aux personnalités qualifiées et aux représentants du personnel. Les adhérents comptent 634 premières collectivités territoriales et groupements, soit 816 collectivités et groupements à ce jour. Cette évolution est critiquée par la sécurité routière qui considère un risque de perte d'indépendance, dans un secteur qui n'est soumis à aucune norme de conformité lors de la mise en service d'un aménagement de voirie.
De 2018 à 2025, la restructuration profonde de l'établissement (- 20% d'effectif et augmentation de l'autofinancement, passé de 9 à 21 millions d'euros annuels pour les ressources issues des collectivités, et de 30 à 60 millions d'euros pour l'ensemble des ressources propres) a réorienté l'action du Cerema vers le conseil et l'expertise spécialisée pour les collectivités territoriales). En 2025, un rapport de la commission des finances du Sénat (8 juillet 2025) insiste sur l'importance de préserver l'expertise du Cerema (notamment indispensable pour l'aménagement du territoire face au changement climatique et pour le soutien rapide au collectivités victimes de catastrophes naturelles). Ce rapport pousse à parachever la transformation du Cerema et de lui donner une stratégique claire et financièrement pérenne tout en lui demandant de poursuivre ses efforts de productivité.

## Organisation et fonctionnement
Le Cerema est administré par un conseil d'administration et dirigé par un directeur général. Pour les assister, plusieurs instances scientifiques et techniques sont mises en place :
- le conseil stratégique qui rend un avis au conseil d'administration préalablement à ses délibérations,
- le conseil scientifique et technique qui fait des propositions au directeur général pour l'élaboration, la mise en œuvre et l'évaluation de la politique scientifique et technique de l'établissement,
- les comités d'orientation nationaux et territoriaux, créés par le conseil d'administration sur proposition du directeur général.

Le Cerema, outre son siège, est composé :
- de trois directions techniques : eau, mer et fleuves (ex-Cetmef), infrastructures de transport et matériaux (ex-Setra), territoires et ville (ex-Certu).
- et de huit directions territoriales (ex-CETE).

### Démissions de protestation
Le 4 octobre 2017, Gaël Perdriau annonce sa démission du poste de président du Cerema pour protester contre les réductions budgétaires dont l'établissement public fait l'objet. Bernard Larrouturou, directeur général, démissionne à son tour le 4 décembre 2017. Par une réponse écrite au député Loïc Prud'homme, sur cette dégradation, Nicolas Hulot, le principal ministre de tutelle, tente de rassurer et annonce avoir confié une mission d'étude au CGEDD qui rendra ses recommandations en mai 2018. Pascal Berteaud est le nouveau directeur général depuis mai 2018.

## Missions
L'article 44 de la loi no 2013-431 du 28 mai 2013 portant diverses dispositions en matière d'infrastructures et de services de transports définit les missions du Cerema comme suit (extrait) :

« L'établissement constitue un centre de ressources et d'expertise scientifiques et techniques interdisciplinaires apportant son concours à l'élaboration, à la mise en œuvre et à l'évaluation des politiques publiques en matière d'aménagement durable, d'urbanisme, de transition écologique et de cohésion des territoires, notamment dans les domaines des mobilités, des transports et de leurs infrastructures, du bâtiment, de la prévention des risques naturels, de la sécurité routière et maritime, de la mer et du littoral. »